# Transitgas
Transitgas — газопровід, що через Швейцарію з'єднує газотранспортні системи Німеччини, Франції та Італії.
Із початком розробки в Нідерландах унікального родовища Гронінген виникли плани поставок газу не лише до найближчих сусідів, але й у Італію. Блакитне паливо повинно було прийти сюди транзитом через Німеччину, де у 1974 році ввели в експлуатацію Трансєвропейський газопровід, та Швейцарію. Трубопровід по території останньої довжиною 164 км завершили у тому ж 1974-му. Він перетинав Рейн та виходив до вимірювальної станції Wallbach, після чого слідував у південному напрямку через центральне швейцарське плато та Альпи (де для нього спорудили кілька тунелів) і виходив до Gries Pass на італійському кордоні. Для забезпечення роботи газопроводу у Ruswil збудували компресорну станцію. Діаметр трубопровода від німецького кордону до Ruswil становив 900 мм, південніше — 850 мм.
Протягом перших років експлуатації обсяги транспортування через Transitgas складали від 5 до 7 млрд. м³. Для задоволення зростаючих потреб самої Швейцарії у 1994-му спорудили лупінг довжиною 33 км та діаметром 900 мм на ділянці від ГВС Wallbach до Däniken.
Невдовзі, враховуючи зростаючий попит у основному споживачі транспортованого по Transitgas блакитного палива — Італії — вирішили провести масштабне розширення його потужностей. Для цього:
- на першій ділянці через Рейн до ГВС Wallbach проклали другу нитку діаметром 900 мм;
- на ділянці Däniken — КС Ruswil проклали другу нитку діаметром 1200 мм паралельно до існуючої 900 мм;
- на ділянці КС Ruswil –Gries Pass трубу діаметром 850 мм замінили на 1200 мм;
- на початковій частині маршруту створили перемичку з газотранспортною системою Франції (трубопровід діаметром 900 мм Rodersdorf — Lostorf).

Таким чином, в підсумку від Рейну до Däniken пролягають 2 нитки 900 мм, від Däniken до КС Ruswil 2 нитки 900 та 1200 мм, та після КС Ruswil одна нитка 1200 мм. Загальна довжина ділянок 1200 мм складає 131,7 км, ділянок 900 мм 160,7 км.
Роботи по розширенню газопровідної системи розпочались у 1997 році. В межах цього проекту також підсилили потужність КС Ruswil та обладнали її двома котлами-утилізаторами, що дозволяють використовувати надлишкове тепло.
Після модернізації потужність Transitgas зросла в 3 рази, і у 2003 році обсяги поставок через Wallbach (з Німеччини) та Rodersdorf (з Франції) склали 15,7 млрд. м³.